# Бессарабская площадь (Киев)
Бессарабская площадь — площадь Киева, центр Бессарабки. Расположена в Шевченковском районе, между Крещатиком, бульваром Тараса Шевченко, Большой Васильковской улицей, Крутым спуском, улицей Бассейной.

## История
Возникла в конце XVIII — начале XIX столетий как конная почтовая станция (на месте древнего лютеранского кладбища), также поблизости существовал бассейн с водой, который питался подземными источниками.

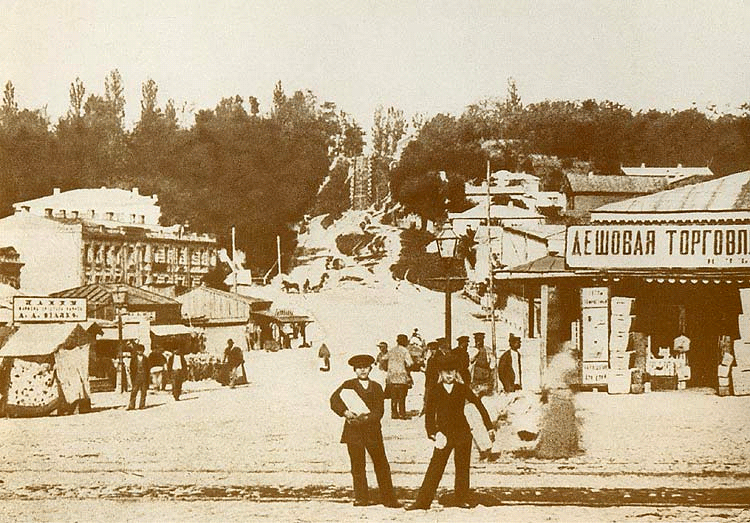
Бессарабская площадь до строительства рынка. Фотография начала XX века.

В середине XVI ст. на месте площади существовало кладбище. Об этом сообщает один из документов 1593 года. Кладбище там находилось и в первой половине XVIII ст., его основала лютеранская община Киева. В связи с застройкой Крещатика в 1812 году его закрыли и перенесли на Зверинец, в конце 1830-х годов осуществили планировку этой местности путём засыпания рвов глубиной до 6-ти метров слоями перегноя и земли, чередовавшимися между собой. Так возникла за границами городского поселения площадь, на которой в первой половине ХІХ столетия возник стихийный базар. На нём торговали крестьяне с юга Малороссии, из Новороссии и Бессарабии, откуда и происходит название Бессарабской площади. Стихийный рынок, существовавший на Бессарабской площади, представлял собой достаточно негативный контраст с новомодными зданиями, появившимися на Крещатике и Большой Васильковской улице. Среди ходовых товаров были вино и фрукты.
Несколько иначе трактует это название киевский историк, археолог и церковный деятель П. Г. Лебединцев. В своей работе «Киев за 60 лет перед сим» (1909 год) он писал: «На Киевской Бессарабке в нескольких лачужках под горой собралась всякая бродячая вольница, отчего и произошло название той местности». Автор имел в виду, очевидно, то обстоятельство, что киевляне именовали этих бездомных искателей приключений «бессарабами», а местность, о которой идёт речь, — Бессарабской биржей. Тут располагалась конная почтовая станция, дорогу преграждал шлагбаум, возле которого проверяли паспорта. Поблизости находился бассейн с водой, питавшийся подземными источниками.

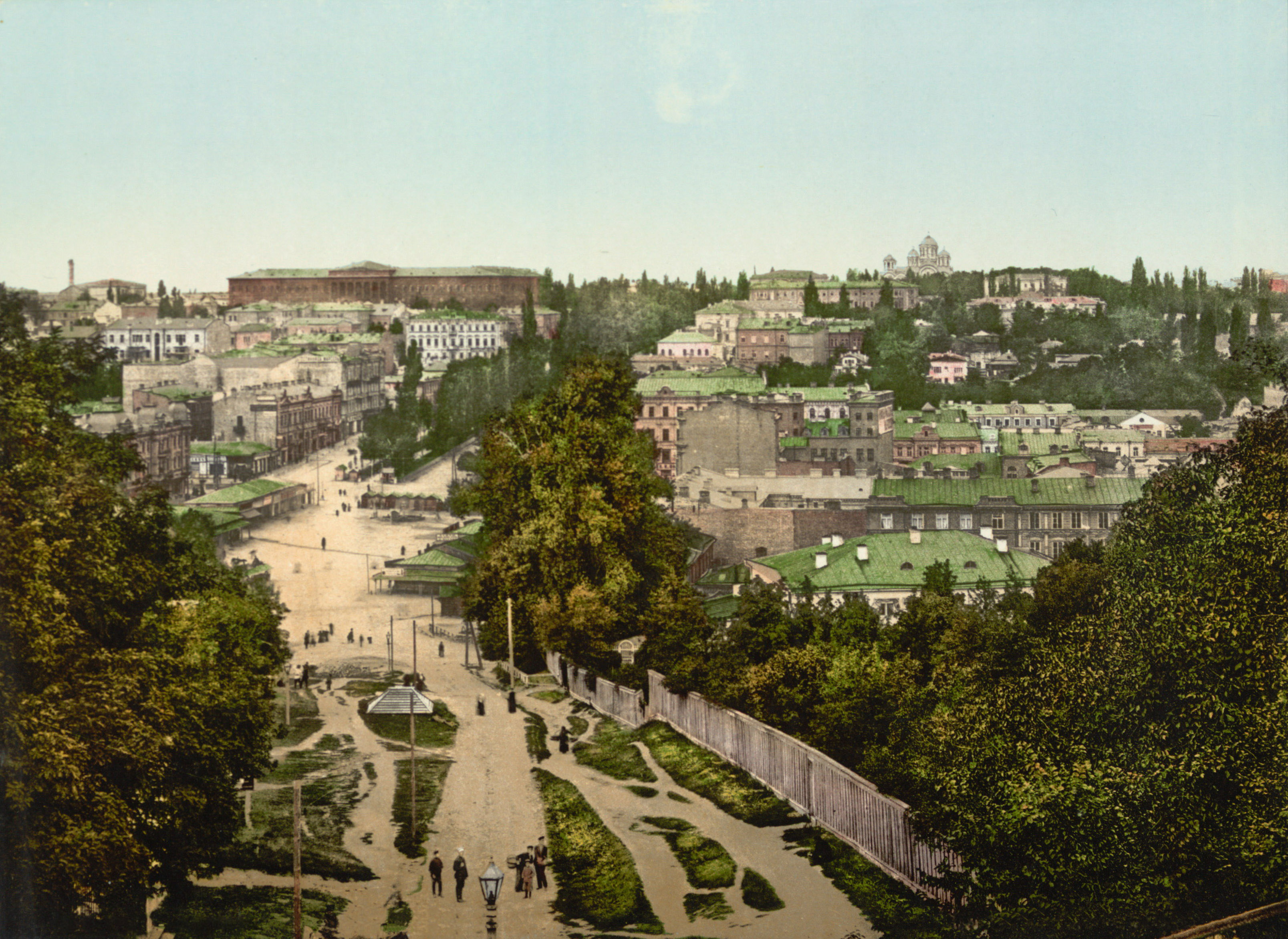
Бессарабская площадь (1898—1899)

В 1840-х годах, когда сооружали Киевский университет и Новую Печерскую крепость, эту площадь включили в границы города и начали застраивать. От неё в направлении Троицкой площади, где ныне находится Национальный Олимпийский стадион, проложили так называемую старую Городскую Бессарабскую трубу длиной 900 метров, шириной свыше 2 метров и высотой около 3 метров, выложенную из кирпича на известковом растворе. Она предназначалась для приёма вод, которыми во время ливней затапливался Крещатик. Когда проводились земляные работы, были обнаружены в большом количестве человеческие скелеты и остатки гробов.
В 1867 году торговая площадь была перепланирована по новому проекту (тогда она ещё именовалась как Университетская, поскольку до постройки красного корпуса университета последний размещался на Печерске, тут проходила улица, которая связывала разные районы Печерска и Новой застройки, — Круглоуниверситетская).

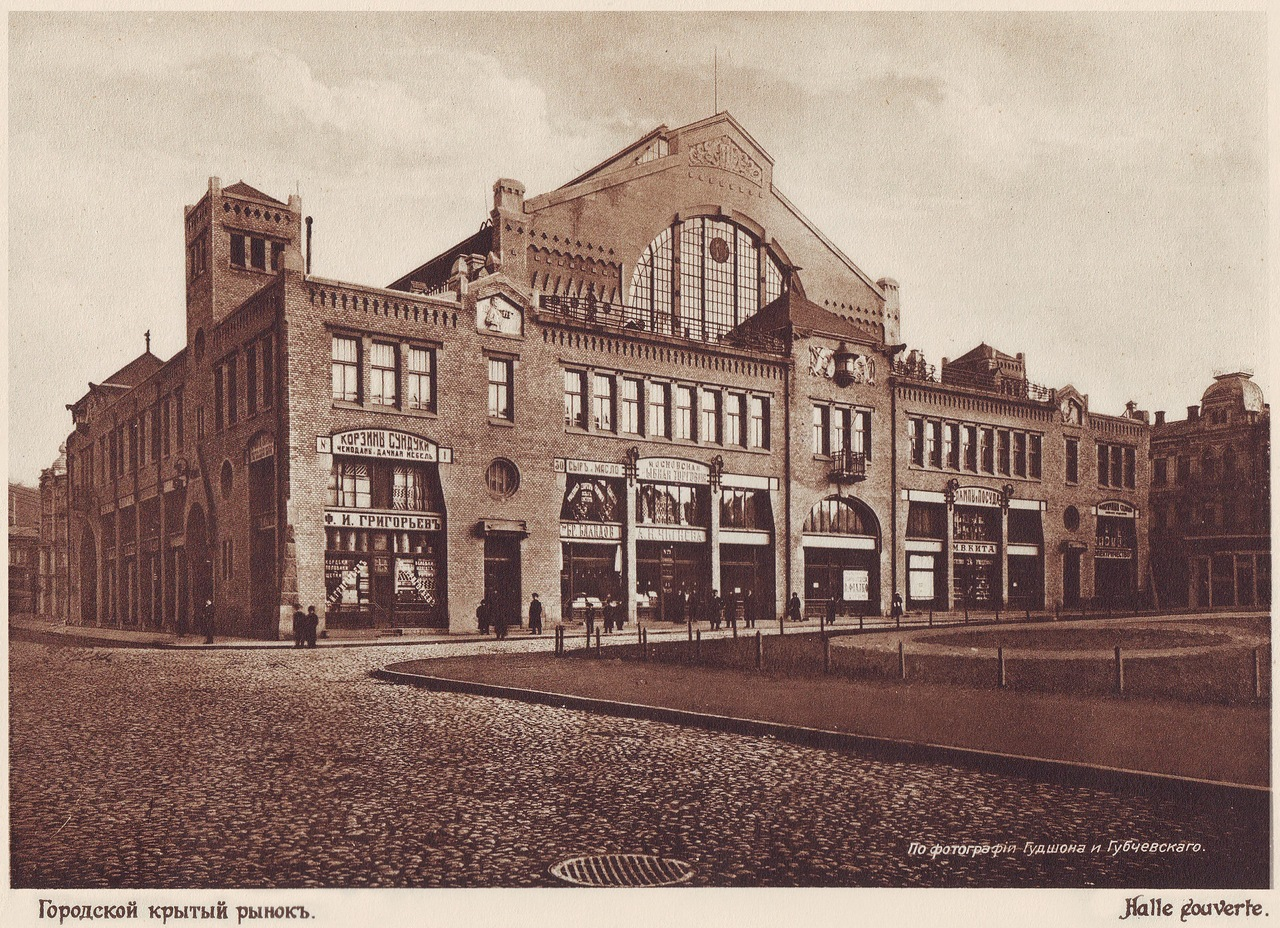
Киевский городской рынок, (приблизительно 1910 год)

Киевляне считали эту местность неприглядной. На прилегающих к ней улицах — неприглядные убогие здания, позади неё — остатки глубокого оврага, в который свозили мусор чуть ли не со всего города. Низменная местность в центре Киева часто превращалась в искусственное гнилостное болото, которое портило воду в колодцах окружающих усадеб. Сама торговая площадь захламлена грязными магазинами и палатками, каруселями и качелями. Посереди неё едва теплился фонтан «Моряк», который был установлен тут в 1840-х годах при киевском губернаторе И. И. Фундуклее. Он годами не работал, и в него сбрасывали всякий хлам. А напротив — цирк Дерсена. Его освещали керосинные фонари, перенесённые с Афанасьевской улицы (ныне улица Ивана Франко).
В 1869 году площадь получила название площадь Богдана Хмельницкого. Такое решение стало следствием оглашённого намерения местной археологической комиссии соорудить на ней монумент славному гетману (существовал до 1881 года).
С 1881 года площадь носит современное название. На площади и вдоль Бассейной улицы вплоть до современного Дворца спорта размещался один из наибольших в Киеве рынков.
А городская власть тем временем озаботилась наведением какого-никакого порядка на площади. В 1879 году часть её выложили брусчаткой (в дальнейшем вымащивание осуществлялось в 1889 и 1899 годах), отремонтировали обе дороги до Липок: пешеходную (88 ступени, ныне Крутой спуск) и экипажную (ныне Круглоуниверситетская улица), обсутроили ретирадное место.
Летом 1908 года был проведён закрытый конкурс проектов строительства крытого рынка на Бессарабке. Победителем стал польский архитектор Генрих Гай, имевший опыт подобных работ. Доработка проекта осуществлялась в течение года, и в 1910 году началось централизованное строительство главного объекта площади — первого в Киеве крытого рынка на средства киевского мультимиллионера, ведущего сахаропроизводителя и большого благотворителя Лазара Израилевича Бродского, который одним из пунктов своего завещания подарил городу на определённых условиях 500 тысяч рублей на строительство крытого рынка на Бессарабской площади.

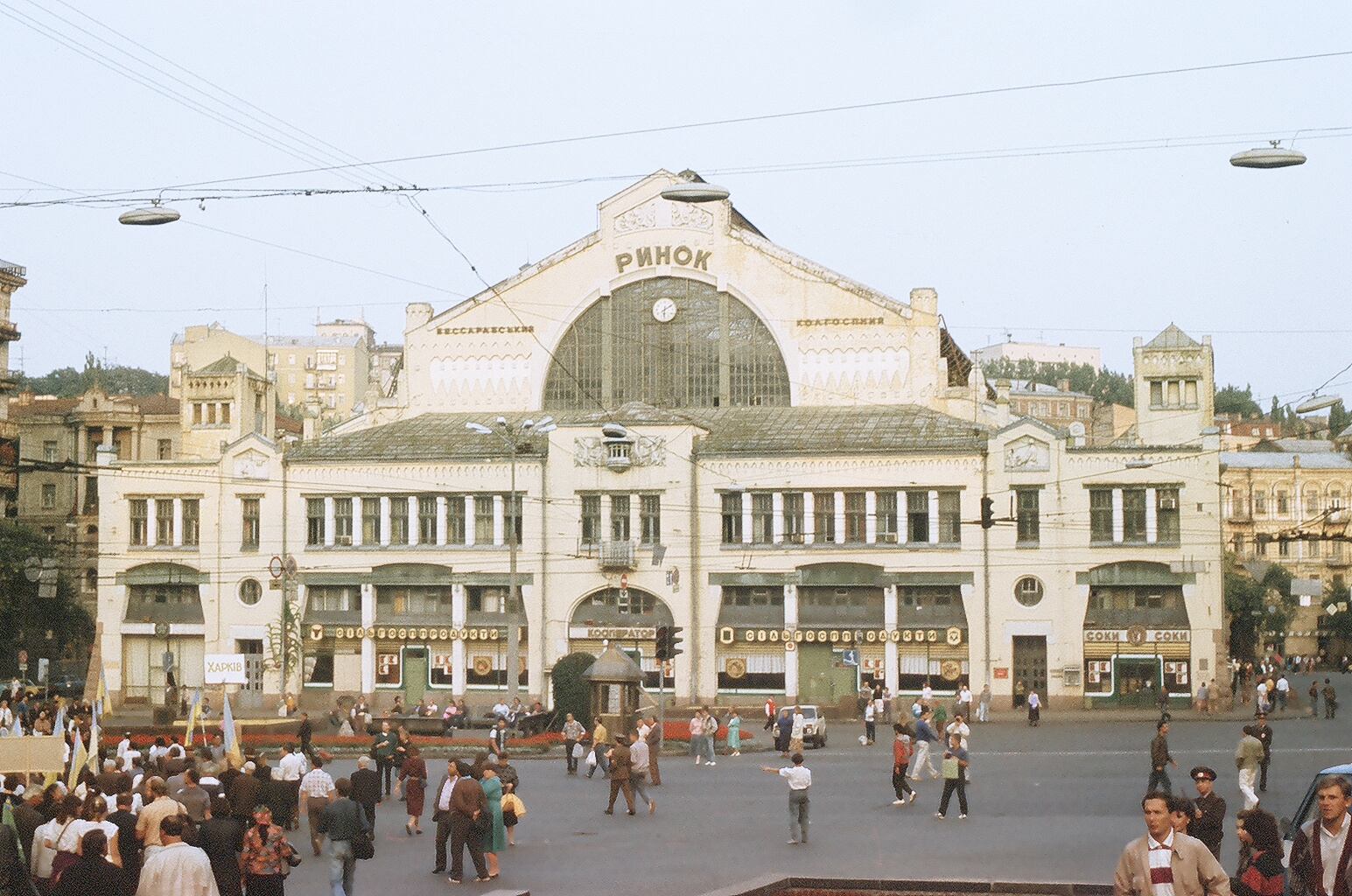
Бессарабская площадь (приблизительно 1990 год)

Со временем рынок стал прочно ассоциироваться с самой площадью. Торжественное открытие Бессарабского рынка состоялось 3 июля 1912 года. За достаточно короткое время рынок стал прибыльным предприятием. Доход приносила не только аренда мест на рынке, но и ресторан, и магазини, расположенные в здании рынка. В 1933 году помещения рынка на Бессарабской площади были переданы судебно-медицинской лаборатории Наркомата охраны здоровья. После разрушений, которые произошли в Киеве во время Великой Отечественной войны, Бессарабку сразу же начали восстанавливать. Здание рынка дошло до наших дней почти в первозданном виде, за исключением мелких деталей.
По сторонам в конце XIX — начале XX столетий появились большие гостиницы — «Националь» (расположенный на месте дома Викентия Беретти), «Пале-Рояль» (это здание сохранилось до наших дней; в течение многих лет здесь находилась городская больница, а сегодня строение занимает известный торговый центр Мандарин Плаза), «Берлин» (с 1914 — «Петербург»), «Орион». Сооружения «бессарабского треугольника», который образовывала часть этих отелей, отреставрированы в 2003 году. А в 2001 году под площадью был сооружён подземный торговый комплекс «Метроград».

## Известные сооружения
Бессарабская площадь № 2. В 1910—1912 годах на площади был сооружён первый в Киеве крытый рынок. В 2001 году под площадью был сооружён подземный торговый комплекс «Метроград».

## Прежние названия площади
- ?—? — Университетская площадь
- 1869—1881, неофициально — до 1915 — Площадь Богдана Хмельницкого

## Транспорт
- Станция метро «Крещатик» (0,5 км)
- Станция метро «Дворец спорта» (0,5 км)
- Станция метро «Площадь Украинских Героев» (0,5 км)
- Автобусы 24, 114, 118
- Троллейбус 5, 7, 8, 17, 93Н, 94Н